# Paul Wittich
Pour les articles homonymes, voir Wittich.

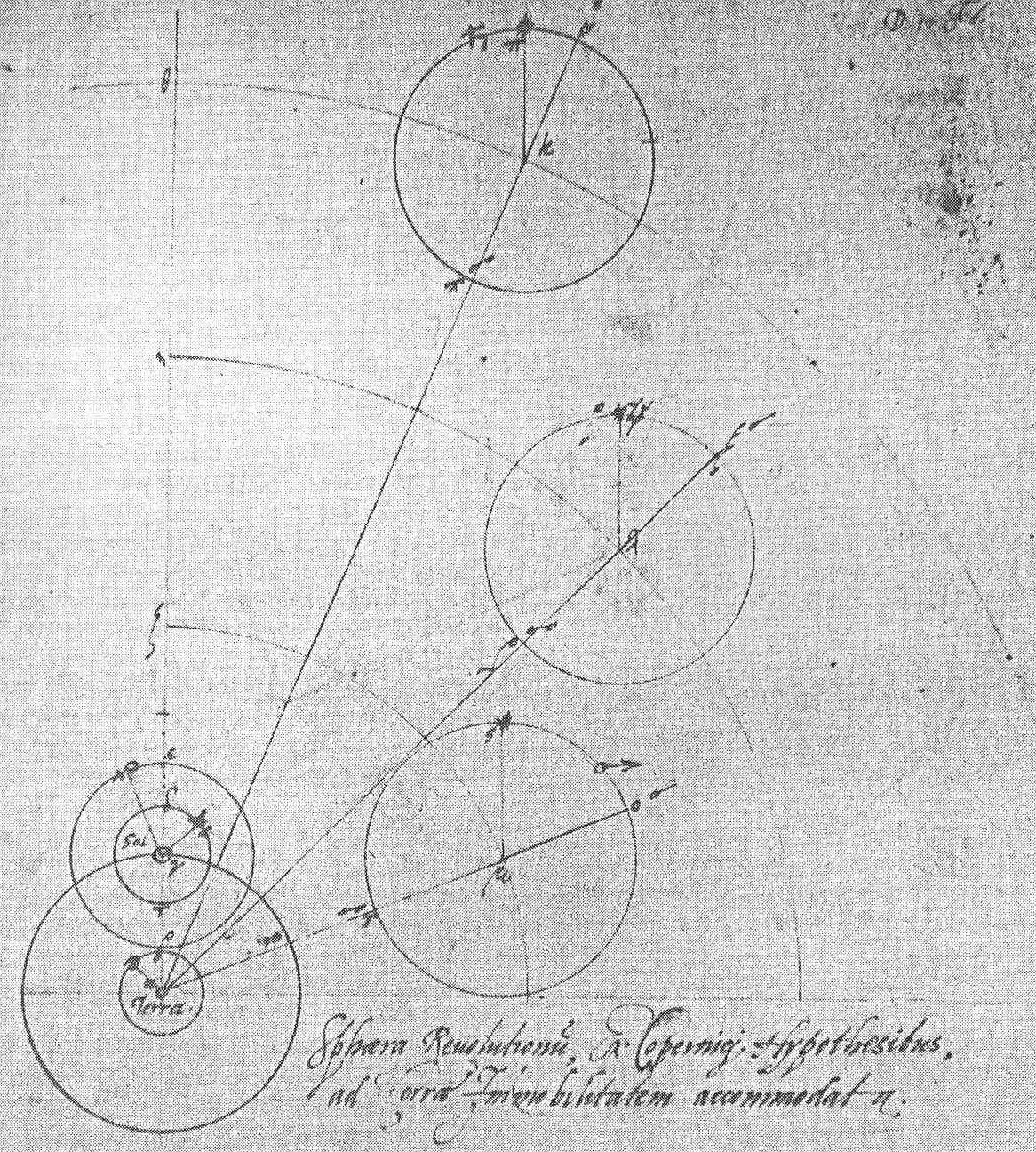
Le modèle planétaire géo-héliocentrique Capellan de Paul Wittich en 1578 - dessiné sur son exemplaire de De revolutionibus de Copernic en février 1578

Paul Wittich, né vers 1546 à Breslau et mort le 9 janvier 1586 à Vienne, est un mathématicien et un astronome germanique.

## Biographie
Son modèle géo-héliocentrique où les planètes intérieures Mercure et Vénus tournent autour du soleil, mais où les planètes extérieures Mars, Jupiter et Saturne orbitent autour de la Terre, a inspiré Tycho Brahe pour son modèle plus radicalement géo-héliocentrique dans lequel les 5 planètes connues orbitent autour du Soleil, qui à son tour orbite autour de la Terre.
Le 13 février 1578 selon une note écrite à la main de Wittich dans un exemplaire du livre de Copernic « De revolutionibus… » (qui se trouve aujourd'hui à la bibliothèque apostolique vaticane), il semble que Paul Wittich développa sa propre théorie de l'univers (aujourd'hui appelé le système Tycho Brahe). Il a dû en parler à Tycho en 1580 lorsqu'il visita Hveen.
Selon une remarque dans De mundi aetherei…, Tycho montra son acceptation pour ce système en 1583,.

## Logarithme
Au cours de la dernière partie du XVIe siècle, le Danemark est devenu un centre important d'études sur les problèmes liés à la navigation. Paul Wittich et Clavius ont publié Astrolabe, en 1593, une mise en œuvre des tables trigonométriques pour raccourcir les calculs.